# Charles Claes
Charles Marie Joseph Claes, né le 27 juin 1855 à Hal et mort le 31 mars 1924 à Bruxelles, est un homme politique belge.

## Biographie
Charles Claes est le fils de Francois Joseph Claes (1823-1893) et de Julie Josephine Depauw (1814-1879). Marié à Adrienne Zoude, leur fils Charles Claes (1881-1963), gendre de Charles Waucquez (propriétaire des Grands Magasins Waucquez), lui succède en tant que notaire leur fille Louise épousera Valentin Brifaut et leur fille Lucie le baron François Houtart.
En 1912, Claes est élu sénateur catholique de l'arrondissement de Bruxelles, après la mort de Victor Allard.
Il occupe une position privilégiée pour l'exécution des actes du roi Léopold II.
Vers 1900, il se fait construire le château Groenenberg à Vlezenbeek-Leeuw-Saint-Pierre, au milieu d'un domaine considérable. La conception est réalisée par l'architecte bruxellois Victor Evrard. Il acquiert également un grand domaine au Brûly, qui a été développée principalement par son fils après la Première Guerre mondiale. Quant à sa veuve, elle acquiert en 1928 le château de Schepdael à Schepdael.

## Mandats et fonctions
- Membre du Sénat belge : 1912-

## Sources
- Paul van Molle, Het Belgisch parlement, 1894-1972, Antwerpen, 1972.